# 350 pr. n. št.
Stoletja: 5. stoletje pr. n. št. - 4. stoletje pr. n. št. - 3. stoletje pr. n. št.
Desetletja: 400. pr. n. št. 390. pr. n. št. 380. pr. n. št. 370. pr. n. št. 360. pr. n. št. - 350. pr. n. št. - 340. pr. n. št. 330. pr. n. št. 320. pr. n. št. 310. pr. n. št. 300. pr. n. št.
Leta: 355 pr. n. št. 354 pr. n. št. 353 pr. n. št. 352 pr. n. št. 351 pr. n. št. - 350 pr. n. št. - 349 pr. n. št. 348 pr. n. št. 347 pr. n. št. 346 pr. n. št. 345 pr. n. št.

## Rojstva
- Dicearh, grški filozof, kartograf, geograf, matematik, pisatelj (približni datum) († okoli 285 pr. n. št.)

## Smrti
- Artemizija II., karijska satrapinja (* ni znano)